# 少羽铁角蕨
少羽铁角蕨（学名：Asplenium paucijugum）为铁角蕨科铁角蕨属下的一个种。

## 扩展阅读
- 維基物種上的相關：少羽铁角蕨